# Liste der Bodendenkmale in Burkau
In der Liste der Bodendenkmale in Burkau sind die Bodendenkmale der Gemeinde Burkau und ihrer Ortsteile nach dem Stand der Auflistung von Harald Quietzsch und Heinz Jacob aus dem Jahr 1982 aufgelistet. Eventuelle Änderungen und Ergänzungen, insbesondere aus der Zeit nach der Wende, sind nicht berücksichtigt, da für Sachsen aktuell keine neueren allgemein zugänglichen Bodendenkmallisten vorliegen. Die Baudenkmale sind in der Liste der Kulturdenkmale in Burkau aufgeführt.
| Denkmal-ID | Fundart             | Ortsteil         | Bezeichnung               | Zeitstellung    | Lage | Bemerkungen                                                                                       | Bild |
| ---------- | ------------------- | ---------------- | ------------------------- | --------------- | --- | ------------------------------------------------------------------------------------------------- | ---- |
| ?          | Befestigung > Burg  | Burkau           | Wasserburg                | Mittelalter     | östlicher Ortsteil, südlicher Bereich des Guts Niederburkau                                                       | überbaut, trockengelegte Grabenteile erhalten, Schutz seit 1. Dezember 1971                       |      |
| ?          | besonderer Stein    | Burkau           | Steinkreuz                | Spätmittelalter | südlich des Orts im Wald, nordwestlich des Butterbergs, auf der Flurgrenze mit Geißmannsdorf                      | Schutz seit 1. Dezember 1971                                                                      |      |
| ?          | Befestigung > Burg  | Großhänchen      | Wallanlage „Alte Schanze“ | Slawenzeit      | nordwestlich des Orts, östlich von Uhyst am Taucher                                                               | Ringwall in Niederungslage, Grabenteile erkennbar, Schutz seit 9. November 1935, 1. Dezember 1971 |      |
| ?          | Grabmal > Grabhügel | Uhyst am Taucher | Hügelgräber               | Bronzezeit      | südöstlich des Orts im Taucherwald Forstabteilung 76, zwei Hügel am Uhyster Flügel, Einzelhügel nordöstlich davon | Einzelhügel und Gruppe von zwei Hügeln, Schutz seit 1936, 1. Dezember 1971                        |      |
| ?          | besonderer Stein    | Uhyst am Taucher | Kreuzstein                | Spätmittelalter | südöstlich des Orts am Nordosthang des Birkenbergs, Taucherwald Abteilung 74, Schneise zu Abteilung 75            | Kreuzdarstellung im Flachrelief, Schutz seit 1. Dezember 1971                                     |      |